# インターナショナルリーグ
インターナショナルリーグ（International League）は、アメリカ合衆国のマイナーリーグ（MiLB）の野球リーグ。メジャーリーグ（MLB）の1つ下のAAA級であり、同じくAAA級であるパシフィック・コーストリーグと並んでマイナーリーグの最上位チーム群を構成チームとしている。

## 概要
1884年に設立したイースタン・リーグ、1885年に設立したニューヨーク州立リーグ、1885年に設立されたオンタリオ・リーグの3つの既存リーグの合併により誕生した。ニューヨーク州立リーグとオンタリオ・リーグがインターナショナルリーグという形で1886年に合併し、1887年にイースタン・リーグが吸収された。
リーグ名の由来は、米国だけでなくカナダとキューバにも加盟チームがあったためであるが、2007年のシーズン終了後にオタワ・リンクスが移転して以降は、全てのチームが米国内に本拠地を置いている。
各チームは、東地区（East Division）西地区（West Division）のいずれかに所属する。
2006年以降、プレーオフの勝者がパシフィックコーストリーグの王者と戦うAAAベースボールナショナルチャンピオンシップが行われている。
2020年は、新型コロナウイルスの感染拡大の影響により6月30日にシーズン中止が発表された。
2021年シーズン開幕前に行われたマイナーリーグの改編に伴い、リーグは20球団に拡大され、リーグ名は「トリプルAイースト」（Triple-A East）に変更となった。
2022年よりリーグ名が元の「インターナショナルリーグ」に戻された。

## 所属チーム
| 地区   | チーム                                                                          | MLB提携チーム                  | 創設年 | 本拠地                                                                      |
| ------ | ------------------------------------------------------------------------------- | ------------------------------ | ------ | --------------------------------------------------------------------------- |
| 東地区 | バッファロー・バイソンズ Buffalo Bisons                                         | トロント・ブルージェイズ       | 1979年 | ニューヨーク州バッファロー セーレン・フィールド                             |
| 東地区 | シャーロット・ナイツ Charlotte Knights                                          | シカゴ・ホワイトソックス       | 1976年 | ノースカロライナ州メクレンバーグ郡シャーロット トルイスト・フィールド       |
| 東地区 | ダーラム・ブルズ Durham Bulls                                                   | タンパベイ・レイズ             | 1902年 | ノースカロライナ州ダーラム郡ダーラム ダーラム・ブルズ・アスレチック・パーク |
| 東地区 | ジャクソンビル・ジャンボシュリンプ Jacksonville Jumbo Shrimp                    | マイアミ・マーリンズ           | 1962年 | フロリダ州デュバル郡ジャクソンビル 121ファイナンシャル・バールパーク        |
| 東地区 | リーハイバレー・アイアンピッグス Lehigh Valley IronPigs                         | フィラデルフィア・フィリーズ   | 2008年 | ペンシルベニア州リーハイ郡アレンタウン コカ・コーラ・パーク                 |
| 東地区 | ノーフォーク・タイズ Norfolk Tides                                              | ボルチモア・オリオールズ       | 1961年 | バージニア州ノーフォーク ハーバー・パーク                                   |
| 東地区 | ロチェスター・レッドウイングス Rochester Red Wings                              | ワシントン・ナショナルズ       | 1899年 | ニューヨーク州モンロー郡ロチェスター フロンティア・フィールド               |
| 東地区 | スクラントン・ウィルクスバリ・レイルライダース Scranton/Wilkes-Barre RailRiders | ニューヨーク・ヤンキース       | 1989年 | ペンシルベニア州ラッカワナ郡ムージック PNCフィールド                        |
| 東地区 | シラキュース・メッツ Syracuse Mets                                              | ニューヨーク・メッツ           | 1934年 | ニューヨーク州オノンダガ郡シラキュース NBTバンク・スタジアム                |
| 東地区 | ウースター・レッドソックス Worcester Red Sox                                    | ボストン・レッドソックス       | 2021年 | マサチューセッツ州ウースター郡ウースター ポーラー・パーク                   |
| 西地区 | コロンバス・クリッパーズ Columbus Clippers                                      | クリーブランド・ガーディアンズ | 1977年 | オハイオ州フランクリン郡コロンバス ハンティントン・パーク                   |
| 西地区 | グウィネット・ストライパーズ Gwinnett Stripers                                  | アトランタ・ブレーブス         | 2009年 | ジョージア州グウィネット郡ローレンスビル クールレー・フィールド             |
| 西地区 | インディアナポリス・インディアンズ Indianapolis Indians                         | ピッツバーグ・パイレーツ       | 1902年 | インディアナ州マリオン郡インディアナポリス ヴィクトリー・フィールド         |
| 西地区 | アイオワ・カブス Iowa Cubs                                                      | シカゴ・カブス                 | 1969年 | アイオワ州ポーク郡デモイン プリンシパル・パーク                             |
| 西地区 | ルイビル・バッツ Louisville Bats                                                | シンシナティ・レッズ           | 1982年 | ケンタッキー州ジェファーソン郡ルイビル ルイビル・スラッガー・フィールド     |
| 西地区 | メンフィス・レッドバーズ Memphis Redbirds                                       | セントルイス・カージナルス     | 1998年 | テネシー州シェルビー郡メンフィス オートゾーン・パーク                       |
| 西地区 | ナッシュビル・サウンズ Nashville Sounds                                         | ミルウォーキー・ブルワーズ     | 1978年 | テネシー州デビッドソン郡ナッシュビル ファースト・ホライゾン・パーク         |
| 西地区 | オマハ・ストームチェイサーズ Omaha Storm Chasers                                | カンザスシティ・ロイヤルズ     | 1969年 | ネブラスカ州サーピィ郡パピリオン ワーナー・パーク                           |
| 西地区 | セントポール・セインツ St. Paul Saints                                          | ミネソタ・ツインズ             | 1993年 | ミネソタ州ラムゼー郡セントポール CHSフィールド                              |
| 西地区 | トレド・マッドヘンズ Toledo Mud Hens                                            | デトロイト・タイガース         | 1965年 | オハイオ州ルーカス郡トレド フィフス・サード・フィールド                     |

## チャンピオンシップ
1933年からインターナショナルリーグではプレーオフ制度を導入しており、プレーオフの勝者にはガバナーズカップ（Governors' Cup）が贈られている。

### チーム別優勝回数
| 順位 | チーム                                   | 優勝回数 | 優勝年                                                           |
| ---- | ---------------------------------------- | -------- | ---------------------------------------------------------------- |
| 1    | コロンバス・クリッパーズ                 | 11       | 1979, 1980, 1981, 1987, 1991, 1992, 1996, 2010, 2011, 2015, 2019 |
| 2    | ロチェスター・レッドウイングス           | 10       | 1939, 1952, 1955, 1956, 1964, 1971, 1974, 1988, 1990, 1997       |
| 3    | シラキュース・チーフス                   | 8        | 1935, 1942, 1943, 1947, 1954, 1969, 1970, 1976                   |
| 3    | ダーラム・ブルズ                         | 8        | 2002, 2003, 2009, 2013, 2017, 2018, 2021, 2022                   |
| 5    | ●モントリオール・ロイヤルズ              | 7        | 1941, 1946, 1948, 1949, 1951, 1953, 1958                         |
| 6    | バッファロー・バイソンズ                 | 6        | 1933, 1936, 1957, 1961, 1998, 2004                               |
| 6    | ノーフォーク・タイズ                     | 6        | 1972, 1975, 1982, 1983, 1985, 2023                               |
| 8    | ●リッチモンド・ブレーブス                | 5        | 1978, 1986, 1989, 1994, 2007                                     |
| 9    | ●ニューアーク・ベアーズ                  | 4        | 1937, 1938, 1940, 1945                                           |
| 9    | ●トロント・メープルリーフス              | 4        | 1964, 1960, 1965, 1966                                           |
| 9    | ポータケット・レッドソックス             | 4        | 1973, 1984, 2012, 2014                                           |
| 12   | トレド・マッドヘンズ                     | 3        | 1967, 2005, 2006                                                 |
| 13   | ●ボルチモア・オリオールズ                | 2        | 1944, 1950                                                       |
| 13   | シャーロット・ナイツ                     | 2        | 1993, 1999                                                       |
| 13   | インディアナポリス・インディアンズ       | 2        | 1963, 2000                                                       |
| 13   | スクラントン・ウィルクスバリ・ヤンキース | 2        | 2008, 2016                                                       |
| 17   | ●ハバナ・シュガーキングス                | 1        | 1959                                                             |
| 17   | ●アトランタ・クラッカーズ                | 1        | 1962                                                             |
| 17   | ●ジャクソンビル・サンズ                  | 1        | 1968                                                             |
| 17   | ●チャールストン・チャーリーズ            | 1        | 1977                                                             |
| 17   | ●オタワ・リンクス                        | 1        | 1995                                                             |
| 17   | ルイビル・バッツ                         | 1        | 2001                                                             |
| 17   | オマハ・ストームチェイサーズ             | 1        | 2024                                                             |

●は現存しないチーム

## リーグMVP
| 年     | 選手名                         | 所属チーム                                          | 提携先                                        |
| ------ | ------------------------------ | --------------------------------------------------- | --------------------------------------------- |
| 1990年 | ヘンスリー・ミューレンス       | コロンバス・クリッパーズ                            | ニューヨーク・ヤンキース                      |
| 1991年 | デレク・ベル                   | シラキュース・チーフス                              | トロント・ブルージェイズ                      |
| 1992年 | J.T.スノー                     | コロンバス・クリッパーズ                            | ニューヨーク・ヤンキース                      |
| 1993年 | ジム・トーミ                   | シャーロット・ナイツ                                | クリーブランド・インディアンス                |
| 1994年 | ジェフ・マント                 | ノーフォーク・タイズ ロチェスター・レッドウイングス | ニューヨーク・メッツ ボルチモア・オリオールズ |
| 1995年 | ブッチ・ハスキー               | ノーフォーク・タイズ                                | ニューヨーク・メッツ                          |
| 1996年 | フィル・ハイアット             | トレド・マッドヘンズ                                | デトロイト・タイガース                        |
| 1997年 | ロベルト・ペタジーニ (1)       | ノーフォーク・タイズ                                | ニューヨーク・メッツ                          |
| 1998年 | ロベルト・ペタジーニ (2)       | インディアナポリス・インディアンス                  | シンシナティ・レッズ                          |
| 1999年 | スティーブ・コックス           | ダーラム・ブルズ                                    | タンパベイ・デビルレイズ                      |
| 2000年 | チャド・モトーラ               | シラキュース・チーフス                              | トロント・ブルージェイズ                      |
| 2001年 | トビー・ホール                 | ダーラム・ブルズ                                    | タンパベイ・デビルレイズ                      |
| 2002年 | ラウル・ゴンザレス             | ルイビル・バッツ                                    | シンシナティ・レッズ                          |
| 2003年 | フェルナンド・セギノール       | コロンバス・クリッパーズ                            | ニューヨーク・ヤンキース                      |
| 2004年 | ジョニー・ペラルタ             | バッファロー・バイソンズ                            | クリーブランド・インディアンス                |
| 2005年 | シェーン・ビクトリーノ         | スクラントン・ウィルクスバリ・レッドバロンズ        | フィラデルフィア・フィリーズ                  |
| 2006年 | ケビン・ウィット               | ダーラム・ブルズ                                    | タンパベイ・レイズ                            |
| 2007年 | マイク・ヘスマン               | トレド・マッドヘンズ                                | デトロイト・タイガース                        |
| 2008年 | ジェフ・ベイリー               | ポータケット・レッドソックス                        | ボストン・レッドソックス                      |
| 2009年 | シェリー・ダンカン             | スクラントン・ウィルクスバリ・ヤンキース            | ニューヨーク・ヤンキース                      |
| 2010年 | ダン・ジョンソン               | ダーラム・ブルズ                                    | タンパベイ・レイズ                            |
| 2011年 | ラス・キャンズラー             | ダーラム・ブルズ                                    | タンパベイ・レイズ                            |
| 2012年 | マウロ・ゴメス                 | ポータケット・レッドソックス                        | ボストン・レッドソックス                      |
| 2013年 | クリス・コラベロ               | ロチェスター・レッドウイングス                      | ミネソタ・ツインズ                            |
| 2014年 | スティーブン・スーザ・ジュニア | シラキュース・チーフス                              | ワシントン・ナショナルズ                      |
| 2015年 | マット・ヘイグ                 | バッファロー・バイソンズ                            | トロント・ブルージェイズ                      |
| 2016年 | ベン・ギャメル                 | スクラントン・ウィルクスバリ・レイルライダース      | ニューヨーク・ヤンキース                      |
| 2017年 | リース・ホスキンス             | リーハイバレー・アイアンピッグス                    | フィラデルフィア・フィリーズ                  |
| 2018年 | ジョーイ・メネセス             | リーハイバレー・アイアンピッグス                    | フィラデルフィア・フィリーズ                  |
| 2019年 | ライアン・マウントキャッスル   | ノーフォーク・タイズ                                | ボルチモア・オリオールズ                      |
| 2020年 | 中止                           | 中止                                                | 中止                                          |
| 2021年 | アデルリン・ロドリゲス         | トレド・マッドヘンズ                                | デトロイト・タイガース                        |
| 2022年 | ジョナサン・アランダ           | ダーラム・ブルズ                                    | タンパベイ・レイズ                            |
| 2023年 | ルーケン・ベイカー             | メンフィス・レッドバーズ                            | セントルイス・カージナルス                    |
| 2024年 | ジョナサン・ロドリゲス         | コロンバス・クリッパーズ                            | クリーブランド・ガーディアンズ                |